# Саобраћај Оџаци
Саобраћај А. Д. је некадашње ауто-транспорно предузеће из Оџака у Републици Србији.

## Историјат
Године 1961. ауто-транспортно предузеће из Оџака заједно са аутпревозницима из Сенте и Сомбора ствара заједничко предузеће АТП Сомбортранс. Пет година касније 23. децембра 1966. године предузеће мења име у Севертранс. Из предузећа се касније издвајају као засебна предузећа, Севертранс Сента, и Саобраћај Оџаци. Предузеће се региструје под именом Саобраћај Оџаци, 1. јуна 1982. године.
Саобраћај Оџаци А. Д. бавио се превозом путника, туризмом, трговином, угоститељством, ремонтом друмских моторних возила, а поседовао је и ауто-школу за обуку возача. Основна делатност му је била превоз путника у друмском саобраћају на територији републике Србије. Налазио се у сомборсккој улици број 2 у Оџацима.
У циљу проширивања пословања и повећања удела на тржишту предузеће марта 2003. године је купило 40 одсто акција транспортног предузећа Саобраћај - Мостонга уз намеру да постане већински власник даљим преузимањем акција.

## Туристичка агенција
У саставу предузећа налазила се и туристичка агенција АД Саобраћај Турист Биро са седиштем у Оџацима.

## Предузеће данас
Предузеће је продато на аукцији одржаној у СПЦ Војводина у Новом Саду дана 22. децембра 2003. године, купио га је као једини заинтерсовани понуђач Славко Андрић, у својству физичког лица по почетној цени која је износила око 40 хиљада евра (2.748.000 дин), уз обавезна улгања од 140 хиљада евра (9.438.000 дин).
2015. године је објављена продаја акција фирме а убрзо је већина возила продата и расходована. Неке линије је преузео Дунавпревоз из Бачке Паланке, неке Соларис из Бачког Грачаца.
Зграда аутобуске станице је изгорела у новембру 2015. те је потом срушена.